# Théodule Poncelet
Florent Marie Théodule Poncelet (Gedinne, 23 augustus 1836 – Dinant, 12 januari 1909) was een Belgisch senator.

## Levensloop
Poncelet promoveerde tot doctor in de rechten (1857) aan de Katholieke Universiteit Leuven. Hij vestigde zich als advocaat in Dinant.
Van 1884 tot 1888 was hij provincieraadslid voor de provincie Namen. In 1894 werd hij verkozen tot katholiek provinciaal senator voor de provincie Namen. Hij vervulde dit mandaat tot in 1907.  